# Talsperre Gabriel y Galán
Die Talsperre Gabriel y Galán (spanisch Presa de Gabriel y Galán) ist eine Talsperre mit Wasserkraftwerk in der Gemeinde Guijo de Granadilla, Provinz Cáceres, Spanien. Sie staut den Alagón zu einem Stausee auf. Die Talsperre dient sowohl der Stromerzeugung als auch der Bewässerung. Sie wurde 1961 fertiggestellt. Die Talsperre ist in Staatsbesitz und wird von Iberdrola betrieben.

## Absperrbauwerk
Das Absperrbauwerk ist eine Gewichtsstaumauer aus Beton mit einer Höhe von 73 m über der Gründungssohle. Die Mauerkrone liegt auf einer Höhe von 388 m über dem Meeresspiegel. Die Länge der Mauerkrone beträgt 1020 m. Das Volumen der Staumauer beträgt 587.790 m³.
Die Staumauer verfügt sowohl über einen Grundablass als auch über eine Hochwasserentlastung. Über den Grundablass können maximal 57 (bzw. 228) m³/s abgeleitet werden, über die Hochwasserentlastung maximal 2200 m³/s. Das Bemessungshochwasser liegt bei 3536 (bzw. 3676) m³/s.

## Stausee
Beim normalen Stauziel von 386 m erstreckt sich der Stausee über eine Fläche von rund 46,83 km² und fasst 911 (bzw. 924) Mio. m³ Wasser; davon können 924 Mio. m³ genutzt werden.

## Kraftwerk
Die installierte Leistung des Kraftwerks beträgt 110 (bzw. 111,2) MW. Das Kraftwerk kann als Pumpspeicherkraftwerk betrieben werden. Die maximale Leistungsaufnahme beträgt im Pumpbetrieb 90 MW. Die Fallhöhe beträgt 60 m. Der maximale Durchfluss liegt bei 230 m³/s. Das Maschinenhaus befindet sich etwa 50 m von der Staumauer entfernt auf der rechten Flussseite.